# Уртам
Уртам — село в Кожевниковском районе Томской области. Административный центр Уртамского сельского поселения (туда также входит деревня Могильники).
Расположено на левом берегу Оби в 75 км к юго-западу от Томска.

## История
На землях в верховьях речки Шегарки проживали карагасы, которые принадлежат к алтайским народам. Эти поселения были включены в Московскую ясачную книгу 1623 года и назывались «татарские волости по Оби». Появление русских людей на землях современного Кожевниковского района связано со строительством в 1684 году Уртамского острога. По Указу царей Ивана и Петра, с припиской Томского воеводы Кольцова — Массальского велено было томскому сыну боярскому Юрию Соболевскому ехать со служилыми людьми вверх по Оби, к устью реки Уртамки и строить там острог. Первыми, кто основал свои заимки на Кожевниковской земле, были конные казаки Афанасий и Степан Кожевниковы и Иван Березовский.

## Население
| 2002 | 2010  | 2012  | 2013  | 2014  | 2015  | 2021  |
| ---- | ----- | ----- | ----- | ----- | ----- | ----- |
| 1441 | ↘1280 | ↗1286 | ↗1293 | ↗1294 | ↗1312 | ↘1297 |

## Детский дом
На территории села расположен Детский дом поселка Уртам — учреждение для детей, оставшихся без попечения родителей, и детей-сирот с отклонениями в развитии. В 2009 ребята из детской школы-интерната пос. Уртам участвовали на Специальных Олимпийских зимних играх, которые проходили в Соединённых Штатах Америки, откуда привезли 6 золотых и 1 серебряную медаль. В 2018 году под руководством тренера Агапова Артёма Викторовича на всероссийских соревнованиях по лёгкой атлетике в г. Анапа, Анатолий Писанко выиграл золото на дистанции 5000 м, тем самым получил право отбираться на Чемпионат мира через жребий. Так же завоевал серебро на дистанции 3000 м. В 2019 году на всероссийских соревнованиях по лёгкой атлетике в Смоленске спортсмены Уртамской школы-интерната во главе с их тренером Агаповым Артёмом Викторовичем добились ещё большего успеха: Краюшкин Кирилл на дистанции 3000 м занял 2 место и 5000 м — 3 место, Анатолий Писанко на дистанции 3000 м — 1 место и 5000 м — 2 место.